# Lončarica
Lončarica es una localidad de Croacia en la ciudad de Grubišno Polje, condado de Bjelovar-Bilogora.

## Geografía
Se encuentra a una altitud de 231 m s. n. m. a 137 km de la capital nacional, Zagreb.

## Demografía
En el censo 2021, el total de población de la localidad fue de 63 habitantes.

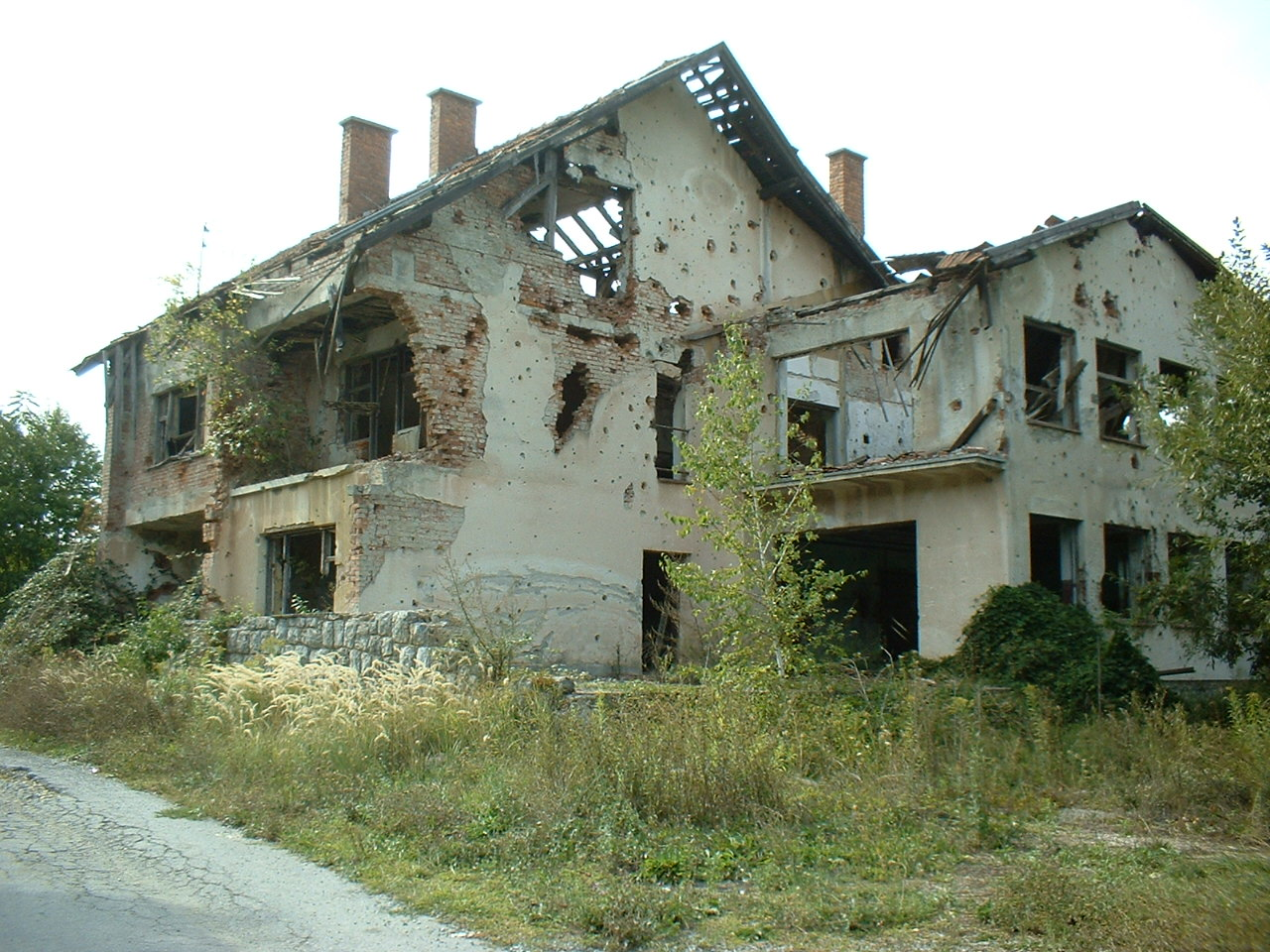
Edificación en Lončarica afectada por la guerra de 1991. Antigua ubicación del Check Point de UNPROFOR WA 7

| Gráfica de población de Lončarica 1857-2011                         |
|                                                                     |
| Según los censos de población de la oficina estadística de Croacia. |